# Wulften am Harz
Wulften am Harz település Németországban, azon belül Alsó-Szászország tartományban. Lakosainak száma 1809 fő (2023. december 31.).

## Népesség
A település népességének változása:
| Lakosok száma | 1838 | 1816 | 1795 | 1801 | 1791 | 1809 |
|               | 2016 | 2017 | 2019 | 2021 | 2022 | 2023 |